# Ази (место у Француској)
Ази (фр. Azy) насеље је и општина у централној Француској у региону Центар (регион), у департману Шер која припада префектури Бурж.
По подацима из 2011. године у општини је живело 489 становника, а густина насељености је износила 17,7 становника/km². Општина се простире на површини од 27,62 km². Налази се на средњој надморској висини од 205 метара (максималној 241 m, а минималној 179 m).

## Демографија
| 1962. | 1968. | 1975. | 1982. | 1990. | 1999. | 2011. |
| ----- | ----- | ----- | ----- | ----- | ----- | ----- |
| 532   | 587   | 532   | 479   | 413   | 439   | 489   |

График промене броја становника у току последњих година